# Лоуренс (округ, Кентуккі)
Шаблон:StateAbbr_ 38°04′ пн. ш. 82°44′ зх. д. / 38.06° пн. ш. 82.73° зх. д.
Округ  Лоуренс (англ. Lawrence County) — округ (графство) у штаті  Кентуккі, США. Ідентифікатор округу 21127.

## Історія
Округ утворений 1821 року.

## Демографія
За даними перепису 
2000 року 
загальне населення округу становило 15569 осіб, зокрема міського населення було 3412, а сільського — 12157.
Серед мешканців округу чоловіків було 7679, а жінок — 7890. В окрузі було 5954 домогосподарства, 4478 родин, які мешкали в 7040 будинках.
Середній розмір родини становив 3,02.
Віковий розподіл населення поданий у таблиці:
| Стать    | До 15 років | 15-21 | 22-29 | 30-39 | 40-49 | 50-65 | 65-85 | Понад 85 |
| -------- | ----------- | ----- | ----- | ----- | ----- | ----- | ----- | -------- |
| Чоловіки | 1673        | 803   | 784   | 1115  | 1142  | 1328  | 785   | 49       |
| Жінки    | 1504        | 750   | 826   | 1179  | 1183  | 1345  | 940   | 163      |

## Суміжні округи
- Бойд — північ
- Вейн, Західна Вірджинія — схід
- Мартін — південний схід
- Джонсон — південь
- Морган — південний захід
- Елліотт — захід
- Картер — північний захід

## Виноски
1. ↑  U.S. Decennial Census. United States Census Bureau. Архів оригіналу за 12 травня 2015. Процитовано 17 серпня 2014.
2. ↑  Historical Census Browser. University of Virginia Library. Архів оригіналу за 11 серпня 2012. Процитовано 17 серпня 2014.
3. ↑  Population of Counties by Decennial Census: 1900 to 1990. United States Census Bureau. Архів оригіналу за 13 жовтня 2014. Процитовано 17 серпня 2014.
4. ↑  Census 2000 PHC-T-4. Ranking Tables for Counties: 1990 and 2000 (PDF). United States Census Bureau. Архів оригіналу (PDF) за 18 грудня 2014. Процитовано 17 серпня 2014.
5. ↑  State & County QuickFacts. United States Census Bureau. Архів оригіналу за 7 червня 2011. Процитовано 6 березня 2014.(англ.) Наведено за англійською вікіпедією.
6. ↑  American FactFinder. Бюро перепису населення США. Архів оригіналу за 26 лютого 2012. Процитовано 31 січня 2008.

| США | Це незавершена стаття з географії США. Ви можете допомогти проєкту, виправивши або дописавши її. |